# Język abun
Język abun, także: yimbun, a nden, karon, manif – język papuaski używany w prowincji Papua Zachodnia w Indonezji, w północnej części półwyspu Ptasia Głowa. Według danych z 1995 roku posługuje się nim 3 tys. osób.
Nie jest blisko spokrewniony z żadnym innym językiem. Znalazł się w propozycji fyli zachodniopapuaskiej, lecz część źródeł wskazuje, że jest to język izolowany. D.A.L. Flassy (2002) łączy abun z maybrat oraz językami zachodniej Ptasiej Głowy, tworząc rodzinę języków toror. S. Wichmann (2013) również uważa te języki za spokrewnione. K. Berry i Ch. Berry (1987) rozpatrują abun i maybrat jako odosobnione języki fyli zachodniopapuaskiej. Języki centralnej Ptasiej Głowy, pomimo odrębnych zasobów słownictwa, dzielą wiele podobieństw strukturalnych. G. Holton i M. Klamer (2018) oraz H. Hammarström (2018) nie potwierdzają ich pokrewieństwa.
Dzieli się na trzy/cztery dialekty: abun ji /l/, abun ji /r/ (dwa warianty południowe, wyróżniane na podstawie używanej głoski), abun ye, abun tat. Ich nazwy, używane przez samych tubylców, pochodzą od form zaimka 1. os. lp. Alternatywne nazwy dialektów abun ji i abun tat to kolejno „madik” i „karon pantai”. Nazwa „madik” została nadana przez użytkowników języka moi, a „karon” to pejoratywne określenie spopularyzowane przez lud Biak. Niegdyś wyróżniano odrębne języki madik i karon pantai, ale w nowszej literaturze zarzucono tę praktykę. Wszystkie dialekty są do siebie zbliżone, przy czym poziom wzajemnej zrozumiałości spada wraz z rosnącą odległością geograficzną.
Jest językiem tonalnym. Niektóre cechy łączą go z językami austronezyjskimi (szyk wyrazów SVO, mało złożona morfologia). W zakresie struktury zdaniowej i słownictwa wykazuje pewne wpływy języka indonezyjskiego. Jednakże dość niewielka liczba użytkowników tego języka posługuje się sprawnie indonezyjskim. Dużą grupę pożyczek słownikowych tworzą wyrazy z języka biak. Pod względem leksykalnym jest najbliższy językowi maybrat (a w szczególności dialektowi karon dori).
Posługuje się nim grupa etniczna Abun (na północ od Ayamaru i Karon Dori/Mare). Czasem spotykana nazwa „Karon” jest niejednoznaczna; odnosi się także do społeczności Karon Dori, której język jest blisko spokrewniony z maybrat. Sam lud Abun identyfikuje się jako „Yenden” (ye- – „osoba”, nden – „dżungla”), a swój język nazywa „abun” (a – „język”, bun – „wnętrze lądu”; sporadycznie „anden”), przy czym ta pierwsza nazwa nie jest znana osobom z zewnątrz. Inne określenia to „Manif” (używane przez lud Mare) i „Yimbun”.
Sporządzono opis jego gramatyki (A description of Abun, 1999) .